# Paris–Tours 1947
Paris–Tours 1947 war die 41. Austragung von Paris–Tours, ein französisches Eintagesrennen im Straßenradsport. Es wurde am 4. Mai 1947 über eine Distanz von 251 km von der französischen Hauptstadt Paris nach Tours im Département Indre-et-Loire ausgetragen. Sieger wurde Albéric Schotte aus Belgien, der bereits 1946 gewonnen hatte.

## Rennen
Fast 150 Radrennfahrer traten zum Rennen auf einem flachen Kurs an. Bei sonnigem Wetter entstanden im Rennverlauf mehrfach Fluchtgruppen. Auf dem letzten Rennabschnitt unternahm der belgische Neuprofi Florent Mathieu einen Ausreißversuch, der ihm 3 Minuten Vorsprung einbrachte. Acht Kilometer vor dem Ziel hatten ihn 15 Fahrer wieder eingeholt. Den Zielsprint gewann Schotte mit wenigen Zentimetern Vorsprung.

## Ergebnis
| Platz | Fahrer              | Team          | Zeit              |
| ----- | ------------------- | ------------- | ----------------- |
| 1.    | Albéric Schotte     | Alcyon–Dunlop | 6: 39: 19 Stunden |
| 2.    | Emile Idée          | Olmo          | gl. Zeit          |
| 3.    | Albert Sercu        | Bertin–Wolber | gl. Zeit          |
| 4.    | Henri Massal        | France–Sport  | gl. Zeit          |
| 5.    | Antonin Rolland     | Rhonson       | gl. Zeit          |
| 6.    | Maurice Kallert     | Faure         | gl. Zeit          |
| 6.    | Lucien Lauk         | Metropol      | gl. Zeit          |
| 6.    | Giuseppe Tacca      | Ricci         | gl. Zeit          |
| 6.    | Lucien Vlaemynck    | Olmo          | gl. Zeit          |
| 6.    | Edouard Fachleitner | France–Sport  | gl. Zeit          |